# Brouwers (bier)
Brouwers Pilsener is een Nederlands pilsbier dat sinds 2016 op de markt wordt gebracht door Albert Heijn. Het bier werd eerst gebrouwen door de Brouwerij Bavaria en daarna door de Grolsche Bierbrouwerij. Het is een ondergistend, goudgeel bier met een alcoholpercentage van 4,8%.
De naam van het bier refereert aan Brouwers bier. Dit bier werd in 1978 geïntroduceerd door Albert Heijn en in 1999 van de markt gehaald.
Sinds 2018 zijn er vijf nieuwe varianten verkrijgbaar: Weijzen, IPA, 2,5%, 0,0% en radler 0,0%. In 2019 is ook nog de tripel in het assortiment gekomen.
De 2,5% is sinds september 2019 niet meer verkrijgbaar.
Sinds september 2020 zijn de Weijzen, IPA en Tripel niet meer verkrijgbaar.
In 2023 werden twee nieuwe varianten geïntroduceerd, Cerveza Fresca en Cerveza Extra. Cerveza Extra is een licht bier zoals Corona en Cerveza Fresca is pils met tequilasmaak zoals Desperados.